# Leni Larsen Kaurin
Leni Larsen Kaurin, née le 21 mars 1981, est une footballeuse internationale norvégienne. Elle évolue au poste de milieu de terrain.

## Palmarès

### En équipe nationale
- Finaliste du championnat d'Europe en 2013 avec l'équipe de Norvège

### En club
- Vainqueur de la Ligue des champions en 2010 avec le Turbine Potsdam
- Championne d'Allemagne en 2009 et 2010 avec le Turbine Potsdam
- Vice-championne d'Allemagne en 2012 avec le VfL Wolfsbourg
- Finaliste de la Coupe d'Allemagne en 2009 avec le Turbine Potsdam
- Vainqueur de la Coupe d'Allemagne en salle en 2008, 2009 et 2010 avec le Turbine Potsdam
- Championne de Norvège de D2 en 2006 avec l'Asker Fotball
- Vainqueur de la Coupe de Norvège en 2005 avec l'Asker Fotball
- Finaliste de la Coupe de Norvège en 2001, 2004, 2006 et 2007 avec l'Asker Fotball